# Musikzitat
Das Musikzitat ist eine besondere Form des Kleinzitats und bezeichnet die Einbindung einzelner Teile eines Musikstückes in ein neues Werk.

## Nutzung
Das Zitat ist in der Musik seit alters her üblich und wurde bis in die jüngste Neuzeit als Hommage gesehen. Es findet sich von musikalischen Andeutungen hin bis zu vollständigen Bearbeitungen. In den Fokus des Urheberrechts rückte es erst im 20. Jahrhundert.
Die Regelung zur Nutzung eines Musikzitates sieht vor, dass die übernommenen Stellen eines fremden Werkes innerhalb einer neuen Komposition deutlich erkennbar sein müssen. Es muss entsprechend immer so lang sein, dass der Hörer die Fremdelemente eindeutig erkennen und zuordnen können muss. Zugleich müssen die Grenzen des Zitierrechts für das Kleinzitat eingehalten werden, die Passagen dürfen also auch nicht zu umfangreich sein, damit keine unzumutbare Beeinträchtigung der Interessen des Urhebers bestehen.
Die Werke, in denen ein Musikzitat eingearbeitet wird, müssen wie bei anderen Formen des Zitats zudem einen eigenständigen Werkcharakter aufweisen. Zitierte Stellen müssen eindeutig referenziert werden. Die Variation eines Musikstückes ist nicht über das Zitatrecht abgesichert und muss entsprechend vom Musikzitat unterschieden werden, da es sich dabei nicht um ein unverändertes Zitat handelt. In diesem Fall gilt der Melodienschutz (beispielsweise nach deutschem § 24 UrhG). Die zitierte Passage darf entsprechend nicht grundlegend für das eigene Werk sein.

## Nationales

### Deutschland
Die Nutzung des Musikzitats in Musikstücken ist in Deutschland über den § 51 Nr. 3, die Nutzung in Sprachwerken (Texte, Aufnahmen) in § 51 Nr. 1 und 2 des Urhebergesetzes geregelt.
Das deutsche Urhebergesetz erlaubt das Zitat im § 51, wobei sich Nr. 3 auf das Musikzitat im engeren Sinne (in eigenständigen Musikstücken) bezieht, die Nr. 1 und 2 für Zitate im Allgemeinen gelten:
Zulässig ist die Vervielfältigung, Verbreitung und öffentliche Wiedergabe, wenn in einem durch den Zweck gebotenen Umfang
1. einzelne Werke nach dem Erscheinen in ein selbständiges wissenschaftliches Werk zur Erläuterung des Inhalts aufgenommen werden,
2. Stellen eines Werkes nach der Veröffentlichung in einem selbständigen Sprachwerk angeführt werden,
3. einzelne Stellen eines erschienenen Werkes der Musik in einem selbständigen Werk der Musik angeführt werden.
Für die Übernahme von Musikstücken als Zitat gilt zudem das Änderungsverbot nach § 62 UrhG sowie die Pflicht zur Quellenangabe nach § 63 UrhG.

### Österreich
In Österreich wird das Zitatrecht und damit auch der Umgang mit Musikzitaten über das Bundesgesetz über das Urheberrecht an Werken der Literatur und der Kunst und über verwandte Schutzrechte geregelt. Während sowohl das Klein- als auch das Großzitat von Sprachwerken sowie von Bildern außer Werken der bildenden Kunst über § 46 UrhG geregelt wird, galt hier für Werke der Tonkunst der § 52 UrhG:
Zulässig sind die Vervielfältigung und die Verbreitung sowie die öffentliche Aufführung, die Rundfunksendung und die öffentliche Zurverfügungstellung:
1. wenn einzelne Stellen eines erschienenen Werkes der Tonkunst in einem selbstständigen neuen Werke der Tonkunst angeführt werden;
2. wenn einzelne Stellen eines veröffentlichten Werkes der Tonkunst in einer literarischen Arbeit angeführt werden;
3. wenn einzelne erschienene Werke der Tonkunst in einem durch den Zweck gerechtfertigten Umfang in ein die Hauptsache bildendes wissenschaftliches Werk aufgenommen werden.
Neben dem nach deutschem Recht möglichen Zitat im Rahmen eines musikalischen Werkes und eines wissenschaftlichen Textes wird hier also zusätzlich das Zitat eines Musikstücks im Rahmen eines literarischen Werkes erlaubt. Es wird als musikalisches Kleinzitat bezeichnet und auch nach österreichischem Recht ist der zum Zweck gerechtfertigte Umfang des Zitats zu beachten.
Dieser § 52 wurde allerdings in der Urheberrechts-Novelle 2015 (Urh-Nov 2015) aufgehoben. Stattdessen wurde der § 42f UrhG: erweitert:
Ein veröffentlichtes Werk darf zum Zweck des Zitats vervielfältigt, verbreitet, durch Rundfunk gesendet, der Öffentlichkeit zur Verfügung gestellt und zu öffentlichen Vorträgen, Aufführungen und Vorführungen benutzt werden, sofern die Nutzung in ihrem Umfang durch den besonderen Zweck gerechtfertigt ist. Zulässig ist dies insbesondere, wenn
5. einzelne Stellen eines erschienenen Werkes in einem selbstständigen neuen Werk angeführt werden.

### Schweiz
Das Schweizer Bundesgesetz über das Urheberrecht und verwandte Schutzrechte regelt das Zitieren von Werken im Art. 24, wobei keine Trennung zwischen Sprach- und Musikzitaten gemacht wird. Dort heißt es:
1. Veröffentlichte Werke dürfen zitiert werden, wenn das Zitat zur Erläuterung, als Hinweis oder zur Veranschaulichung dient und der Umfang des Zitats durch diesen Zweck gerechtfertigt ist.
2. Das Zitat als solches und die Quelle müssen bezeichnet werden. Wird in der Quelle auf die Urheberschaft hingewiesen, so ist diese ebenfalls anzugeben.
Auch hier können also Musikzitate verwenden werden, wenn der Umfang des Zitats durch den Zweck gerechtfertigt ist und die Quelle bezeichnet wird.

## Zitierte Phrasen
Bei der Improvisation im Jazz werden gelegentlich einzelne Phrasen zitiert. Meist handelt es sich um Zitate aus Musikstücken, die der Musiker oft gehört oder gespielt hat. Bekannte Beispiele solcher Phrasen wären aus Stormy Weather, Cielito lindo, Siboney, La Cucaracha, u. a. m.
Aber auch „klassische“ Komponisten zitierten gerne. Beispielsweise zitierte Wolfgang Amadeus Mozart (in Don Giovanni) den italienischen Komponisten Giuseppe Sarti, der auch von Antonio Salieri (in „Prima la musica e poi le parole“) zitiert wurde.